# Ctenospondylus
Lo ctenospondilo (gen. Ctenospondylus) è un grosso tetrapode estinto appartenente al gruppo dei pelicosauri, vissuto nel Permiano inferiore (circa 290 milioni di anni fa) in Nordamerica.

## Una bassa "vela" sul dorso
Simile al più famoso dimetrodonte, lo ctenospondilo non possedeva però una "vela" alta come quella del suo stretto parente. Al contrario, la struttura dello ctenospondilo era formata da vertebre leggermente più corte di quelle del dimetrodonte, più piatte e più larghe. Forse la struttura era più rigida e permetteva minor possibilità di movimento del corpo: il risultato era una bassa vela che correva per tutto il dorso. Il cranio era molto profondo e stretto, simile a quello degli altri sfenacodontidi, e possedeva mascelle robustissime munite di denti acuminati. Con una lunghezza di circa tre metri, lo ctenospondilo doveva essere uno dei massimi predatori del suo ecosistema. Di questo animale sono note principalmente due specie: Ctenospondylus casei e Ctenospondylus ninevehensis, i cui resti sono stati rinvenuti in Ohio e Oklahoma, ma non nei famosi strati fossiliferi del Texas.